# Équation de droite
En géométrie affine, une équation de droite, au sens large, permet de décrire l'ensemble des points appartenant à cette droite.
Une droite dans un plan affine de dimension 2 est déterminée par une équation cartésienne ; une droite dans un espace affine de dimension 3, est déterminée par un système de deux équations cartésiennes définissant deux plans sécants dont la droite est l'intersection ; etc.

## Définition
L'équation d'une droite D est une ou plusieurs équations du premier degré à plusieurs inconnues (des coordonnées), et dont l'ensemble des solutions forme la droite D.

### Dans le plan
Dans le plan, l'ensemble des points M(x , y) formant D peut se représenter par une équation de la forme :
{\displaystyle ax+by+c=0}
où a, b et c sont des constantes telles que (a, b) ≠ (0, 0). Dans ce cas,
{\displaystyle D=\{(x,y)\in \mathbb {R} ^{2}\mid ax+by+c=0\}.}

### Dans l'espace
Dans un espace à trois dimensions en coordonnées cartésiennes, on peut décrire l'ensemble des points M(x , y , z) formant la droite D par :
- une équation paramétrique ;
- un système de deux équations de plans non parallèles ;
- un système redondant de trois équations, équivalent à deux d'entre elles.

#### Un système paramétrique
Si A(xA , yA , zA) est un point de la droite D et {\displaystyle {\vec {u}}{\begin{pmatrix}a\\b\\c\end{pmatrix}}} un vecteur directeur de D, cette droite peut être décrite à l'aide de l'équation paramétrique suivante :
{\displaystyle \left\{{\begin{matrix}x=at+x_{A}\\y=bt+y_{A}\\z=ct+z_{A}\end{matrix}}\right.\quad t\in \mathbb {R} }

#### Un système de deux équations
La droite D peut aussi être décrite par un système de deux équations de la forme :
{\displaystyle {\begin{cases}ax+by+cz+d=0\\a'x+b'y+c'z+d'=0\end{cases}}}
où a, b, c, d, a', b', c', d' sont des constantes telles que les triplets (a, b, c) et (a', b', c') soient non colinéaires, autrement dit non proportionnels (en particulier, aucun des deux triplets ne doit être nul).
{\displaystyle ax+by+cz+d=0} et {\displaystyle a'x+b'y+c'z+d'=0} sont les équations de deux plans non parallèles.

#### Un système redondant de trois équations
Dans l'espace euclidien orienté de dimension 3, un point M(x , y , z) appartient à la droite passant par A(xA , yA , zA) et de vecteur directeur {\displaystyle {\vec {u}}{\begin{pmatrix}a\\b\\c\end{pmatrix}}} (non nul) si et seulement si le produit vectoriel {\displaystyle {\vec {u}}\land {\overrightarrow {AM}}} est le vecteur nul (car {\displaystyle {\overrightarrow {AM}}} et {\displaystyle {\vec {u}}} sont alors colinéaires, {\displaystyle {\overrightarrow {AM}}=k{\vec {u}}}). Plus généralement, dans tout espace affine de dimension 3, cette droite est déterminée par le système de trois équations
{\displaystyle {\begin{cases}b(z-z_{A})-c(y-y_{A})=0\\c(x-x_{A})-a(z-z_{A})=0\\a(y-y_{A})-b(x-x_{A})=0,\end{cases}}}
qui est redondant car équivalent à deux d'entre elles. En effet, si par exemple a ≠ 0 la première équation se déduit des deux autres :
{\displaystyle \left(z-z_{A}={\frac {c}{a}}(x-x_{A}){\text{ et }}y-y_{A}={\frac {b}{a}}(x-x_{A})\right)\Rightarrow b(z-z_{A})-c(y-y_{A})=\left(b{\frac {c}{a}}-c{\frac {b}{a}}\right)(x-x_{A})=0.}

## Cas particuliers
Dans le plan, une droite parallèle à l'axe des abscisses (horizontale) a une équation de la forme :
{\displaystyle y=y_{0}} pour un certain réel {\displaystyle y_{0}}.
De même, une droite parallèle à l'axe des ordonnées (verticale) a une équation de la forme :
{\displaystyle x=x_{0}} pour un certain réel {\displaystyle x_{0}}.

## Recherche d'une équation de droite dans le plan

### Par résolution d'un système d'équations
Soient deux points non confondus du plan, M(u , v) et M'(u' , v').
Si la droite passant par ces deux points n'est pas verticale ({\displaystyle u\not =u'}), son équation est {\displaystyle y=ax+b}.
Pour trouver son équation, il faut résoudre le système :
{\displaystyle {\begin{cases}v=au+b\\v'=au'+b\end{cases}}}
On a {\displaystyle a={\cfrac {v'-v}{u'-u}}} (coefficient directeur).
Pour trouver la constante b (ordonnée à l'origine), il suffit de remplacer les variables x et y respectivement par u et v (ou u' et v').
On a alors {\displaystyle v=au+b\,\Leftrightarrow \,b=v-au}.
D'où, en replaçant dans l'équation de droite, on a : {\displaystyle y=ax+v-au\Leftrightarrow y=a(x-u)+v}(factorisation)
En replaçant a par sa valeur (coefficient directeur), l'équation de la droite est finalement {\displaystyle \left(MM'\right):y={\cfrac {v'-v}{u'-u}}(x-u)+v}
(Dans le cas particulier {\displaystyle v'=v}, on trouve ainsi la droite horizontale d'équation {\displaystyle y=v}.)
Ou plus généralement, on peut vérifier que la droite d'équation {\displaystyle ax+by+c=0} avec
{\displaystyle {\begin{cases}a=v'-v\\b=u-u'\\c=-(bv+au)\end{cases}}}
est une droite passant par les points {\displaystyle M\left(u,v\right)} et {\displaystyle M'\left(u',v'\right)} quelles que soient leurs coordonnées.

### Par colinéarité de deux vecteurs
Dans le plan, deux points distincts A et B déterminent une droite {\displaystyle \left(AB\right)}.
{\displaystyle M\left(x,y\right)} est un point de cette droite si et seulement si les vecteurs {\displaystyle {\overrightarrow {AB}}} et {\displaystyle {\overrightarrow {AM}}} sont colinéaires (on obtiendrait la même équation finale en intervertissant les rôles de A et B).
On obtient l'équation de la droite en écrivant
{\displaystyle \left(x_{B}-x_{A}\right)\left(y-y_{A}\right)-\left(y_{B}-y_{A}\right)\left(x-x_{A}\right)=0.}
Finalement, l'équation de la droite {\displaystyle \left(AB\right)} est :
{\displaystyle \left(y_{B}-y_{A}\right)x+(x_{A}-x_{B})y+x_{B}y_{A}-x_{A}y_{B}=0.}
Lorsque {\displaystyle x_{B}\neq x_{A}}, on aboutit à la même équation en raisonnant sur le coefficient directeur et en écrivant :
{\displaystyle y-y_{A}={\frac {y_{B}-y_{A}}{x_{B}-x_{A}}}(x-x_{A}).}
équivalent à :
{\displaystyle y={\frac {y_{B}-y_{A}}{x_{B}-x_{A}}}x+\left(y_{A}-{\frac {y_{B}-y_{A}}{x_{B}-x_{A}}}x_{A}\right).}
Lorsque {\displaystyle x_{B}=x_{A}}, la droite a simplement pour équation {\displaystyle x=x_{A}}.
Dans le plan, la droite passant par les points {\displaystyle A(-1;4)} et {\displaystyle B(1;0)}, a pour équation :
{\displaystyle y-4={\frac {0-4}{1-(-1)}}(x-(-1))}
soit, après simplification :
{\displaystyle 2x+y-2=0.}

### Par orthogonalité de deux vecteurs
Soient A un point du plan euclidien et {\displaystyle {\vec {n}}} un vecteur non nul.	
La droite passant par A et de vecteur normal {\displaystyle {\vec {n}}} est l'ensemble des points M du plan tels que : {\displaystyle {\overrightarrow {AM}}\cdot {\vec {n}}=0.}

## Remarques
- Une droite peut avoir une infinité d'équations qui la représentent.
- Dans le plan, toute droite admet une équation (dite cartésienne) de la forme : {\displaystyle ax+by+c=0}.